# Château de Corcelles-en-Beaujolais
Pour l’article ayant un titre homophone, voir Château de Corcelles.

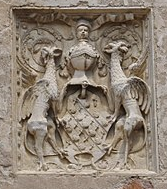
Blason de l'entrée du Château du Corcelles : d'hermine à 3 bandes de gueule, chargées coquilles d'or. Tenants, 2 griffons. Cimier : une tête d'homme (famille de La Magdeleine-Ragny).

Le château de Corcelles est une ancienne maison forte, du XIe siècle, reconstruite au XVe siècle et restaurée au XIXe siècle, centre de la seigneurie de Corcelles, qui se dresse sur la commune de Corcelles-en-Beaujolais dans le département du Rhône en région Auvergne-Rhône-Alpes.
Le château fait l’objet d’une inscription partielle au titre des monuments historiques par arrêté du 4 février 1927.

## Localisation
Le château de Corcelles est situé dans le département français du Rhône sur la commune de Corcelles-en-Beaujolais, à 800 m, nord, nord-ouest du bourg, au lieu-dit le sève, et à proximité de la rivière Douby, qui marquait la limite entre les diocèses d'Autun et de Lyon et entre la Bourgogne et le pays du Beaujolais.

## Historique
C'est Antoine de Thil qui construisit le château et en fut le plus ancien possesseur vers la seconde partie du XVe siècle.
En 1415, Humbert de Francheleins, Seigneur de Corcelles, meurt à la bataille d'Azincourt. Sa fille Agnès, héritière du fief, épouse Antoine de Laye, seigneur de Saint-Lager. En 1432, Corcelles est démoli par les Bourguignons. En 1443, est cité un Antoine de Laye ; seigneur de Saint-Lager et de Corcelles.
Vers 1470, Jean de Laye, l'un de leurs fils, qui a épousé Marguerite de Saint-Trivier, entreprend la reconstruction du château et fait dresser une grosse tour carrée, deux tours rondes, et un pan de muraille. Les filles de Jean n'ayant pas de descendance, Girard de la Magdeleine-Ragny achète le domaine en 1522. En 1543, le propriétaire est le fils du précédent, François de la Magdeleine.
En 1590, le capitaine Lazare Tircuy de La Barre, surnommé « le capitaine de la Barre », capture le colonel Alphonse d'Ornano ; l'argent de la rançon, soit 40 000 écus, va lui permettre d'acquérir le château en 1592.
La famille de Lazare Tircuy de Corcelles fournit le dénombrement du Fief de Corcelles le 2 juillet 1601.
En 1655, le capitaine Laurent de l'Aube de Corcelles, protestant, rencontre le pasteur Jean Léger, ce qui oblige le Marquis de Pianezza à engager lui-même la répression des Pâques vaudoises au Piémont, permettant aux troupes françaises d'éviter de participer au massacre.
Vers 1769, François Joseph Tircuy est seigneur de Corcelles. À la Révolution française, François Joseph Tircuy, seigneur de Corcelles et son épouse, dame Thérèse Geneviève Gayot de Mascrany, dénoncés comme nobles, sont emprisonnés ; à leur libération, le domaine est partagé pour assurer la dot de leurs deux filles, dont Geneviève Françoise Jeanne, qui épouse, en 1799, Henri Jean de la Roche, baron de Montcel, seigneur de la Peyrouse.
Le château est classé Monument Historique par inscription à l'inventaire supplémentaire des Beaux-Arts le 4 février 1927.
D'après un carnet journalier d'un ingénieur, en 1942, on note : M. Chas s'occupe de l’USIC, de la Chronique Sociale, et aussi du « château de Corcelles » où l'on accueille intellectuels, étudiants, familles entières, dans un cadre de repos, de recueillement et de réflexion.
Une des dernières familles qui ont possédé le château de Corcelles a été celle du baron de Ravinel et de Saint-Laumer. En 1960, le château est vendu.
Au XXe siècle, le peintre Maurice Utrillo y fait plusieurs séjours où il aurait peint des vues du château, le vieux puits et sa margelle de pierre agrémenté d'une belle ferrure du XVe siècle, (un de ses plus beau tableau) et les vignes.
En 1984, la famille Richard devient propriétaire du domaine et exploite le domaine viticole.

## Description

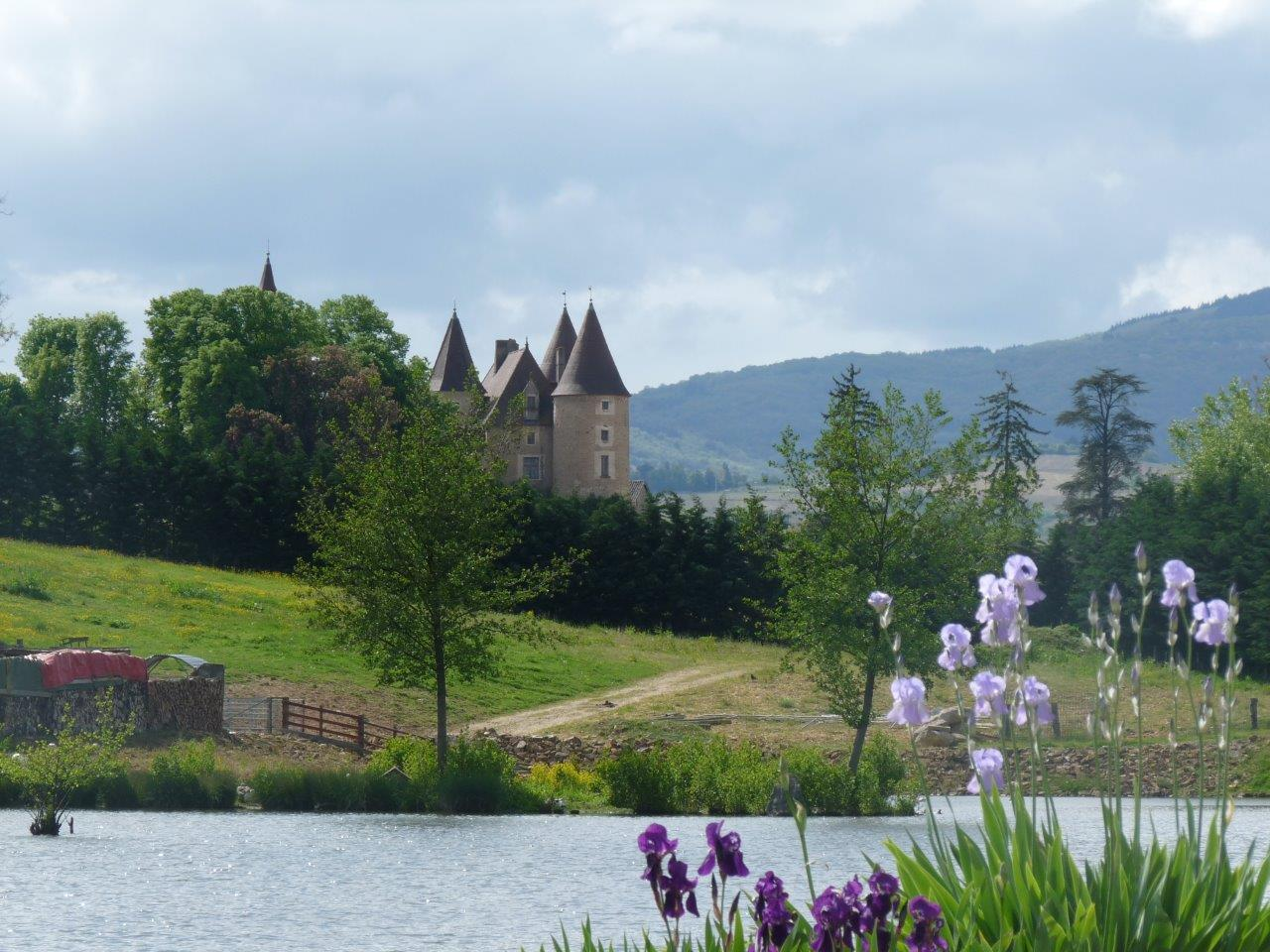
Alentours du château de Corcelles.

Le château primitif date du XIe siècle. Au XVe siècle il est reconstruit pour défendre et surveiller les alentours et au XVIe siècle, il est transformé en gentilhommière.
La maison forte se présentait sous la forme d'une enceinte quadrangulaire flanquée de tours rondes aux angles. On y accédait par une tour-porte carré à mâchicoulis sur consoles et lanternon qui fait office de tour maîtresse et que précédait un pont-levis double à flèches et à chaines jeté au-dessus des fossés. La tour-porte abrite au 1er étage, une chapelle castrale d'architecture gothique qui s'éclaire par des fenêtres gothiques ayant conservé quelques fragments de leurs anciens vitraux de la Renaissance. Le portail est surmonté des armoiries de la famille de La Magdeleine-Ragny qui en avait la possession au XVIe siècle.
L'espace intérieur comprend une cour avec une galerie de circulation de style Renaissance permettant de rejoindre à l'abri de la pluie deux logis encadrant la cour intérieure dans laquelle on trouve un puits ouvragé, des cuisines et des oubliettes, ainsi que des caves voûtées en plein cintre et un grand cuvier du XVIIe siècle contenant 23 foudres de chêne. L'un des corps de logis adossé à un côté de la courtine est desservi par un escalier à vis logé dans une tourelle polygonale.
Le parc de plus de 3,5 hectares, environné de vignes, comprend des jardins à la française. Des arbres ancestraux, donnent un cachet unique à ce site unique en Beaujolais.
Propriété privée, le château est ouvert à la visite.

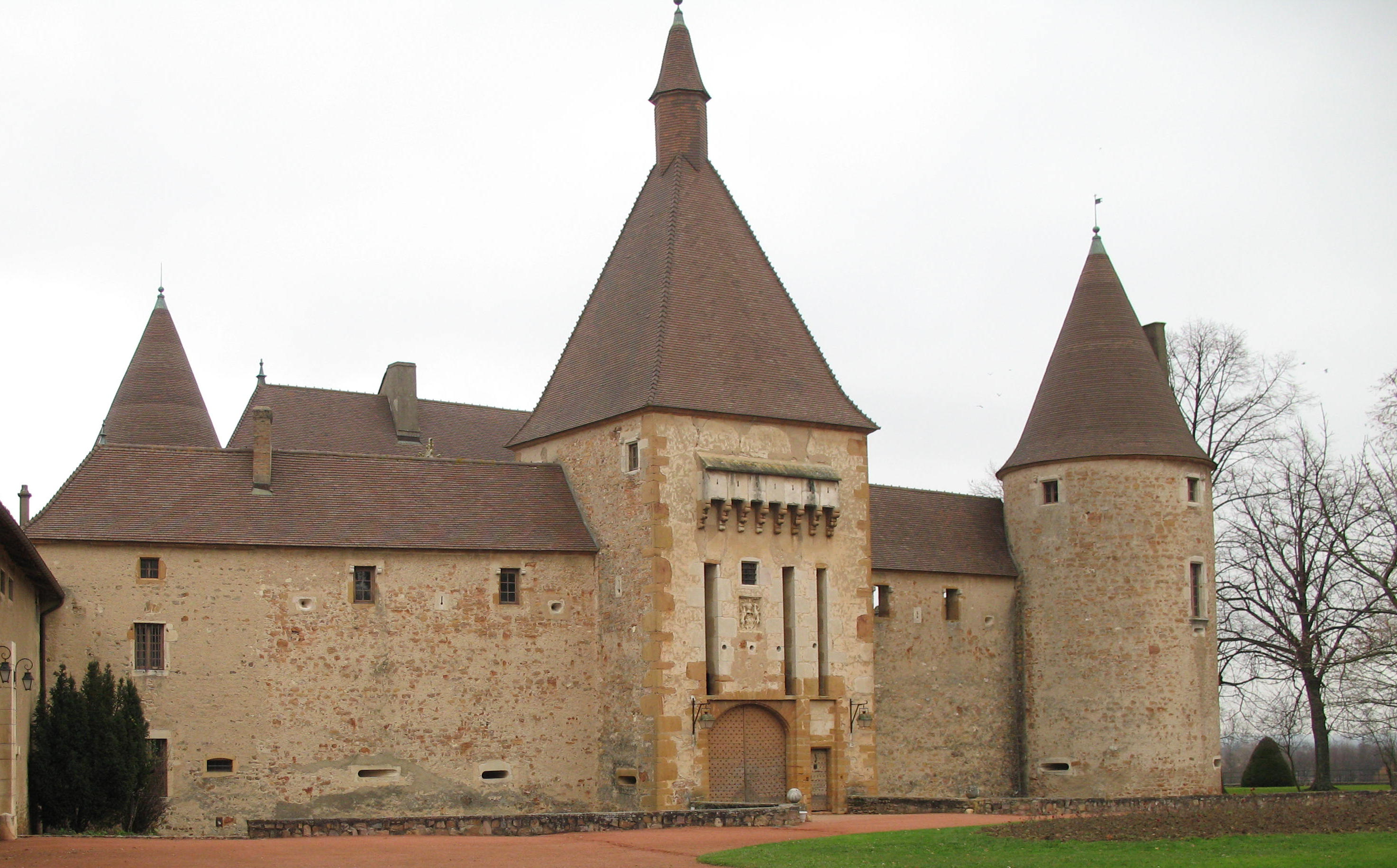
Côté sud, le donjon.
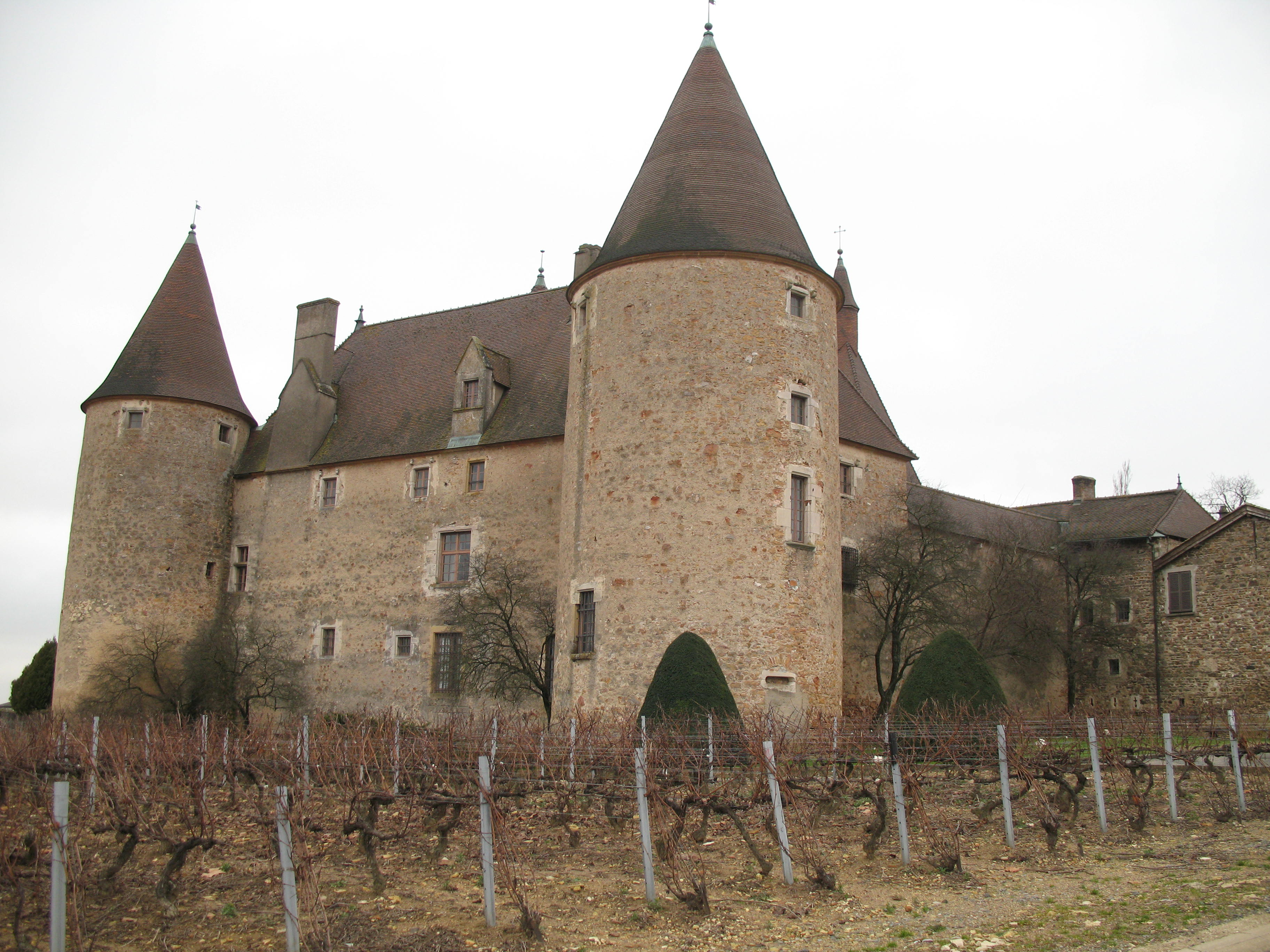
Côté nord.
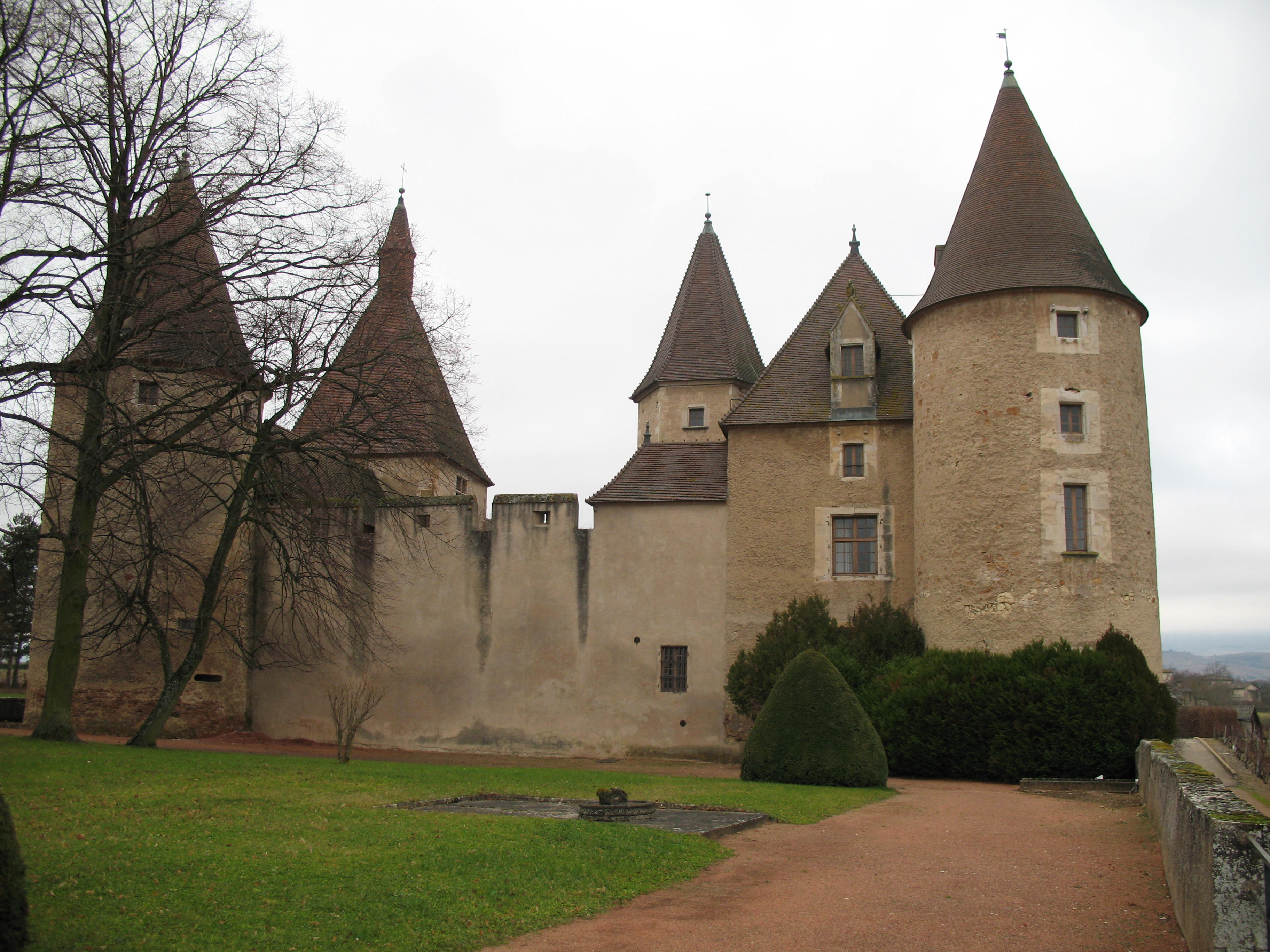
Côté est.
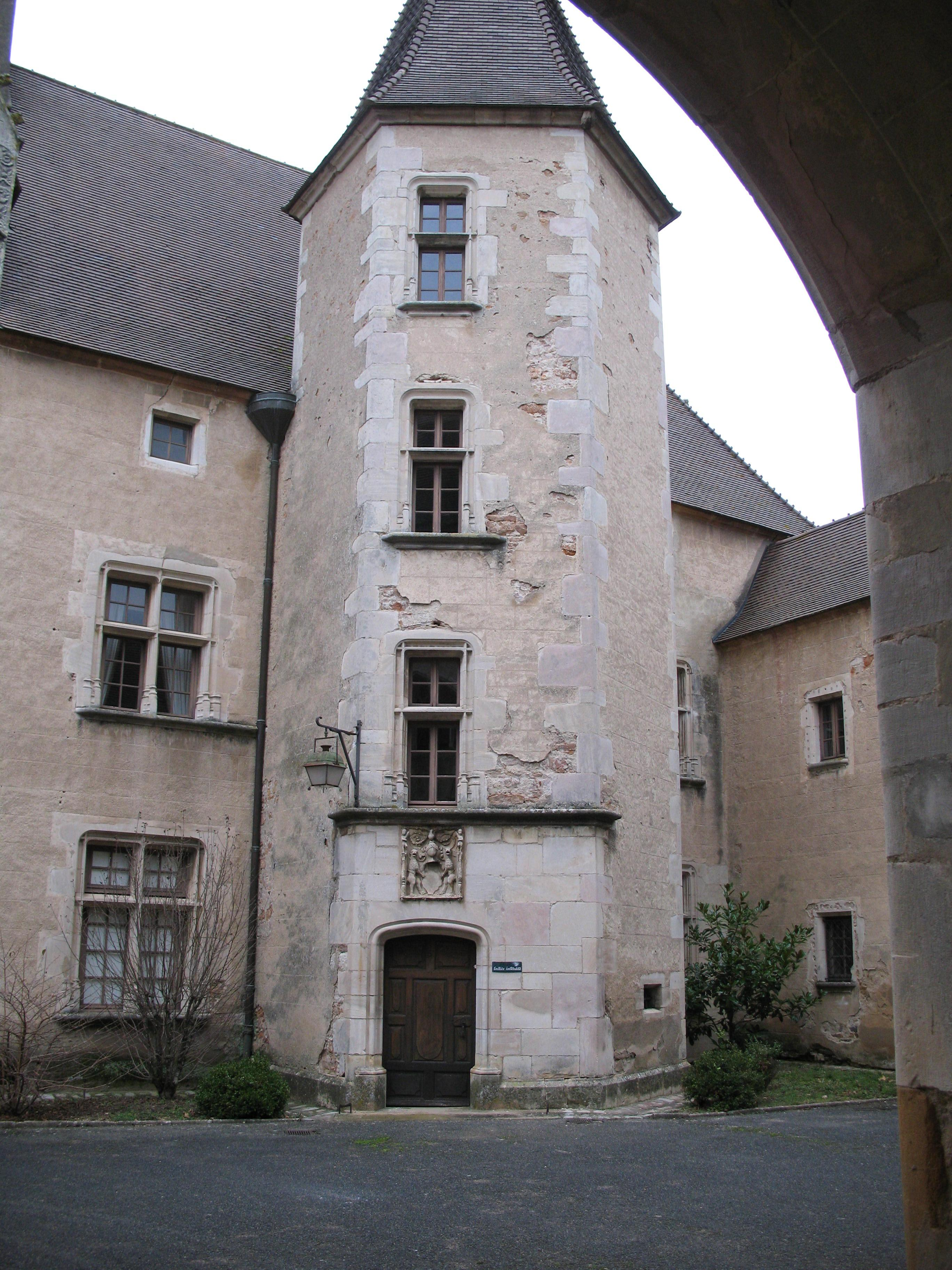
Tour hexagonale.
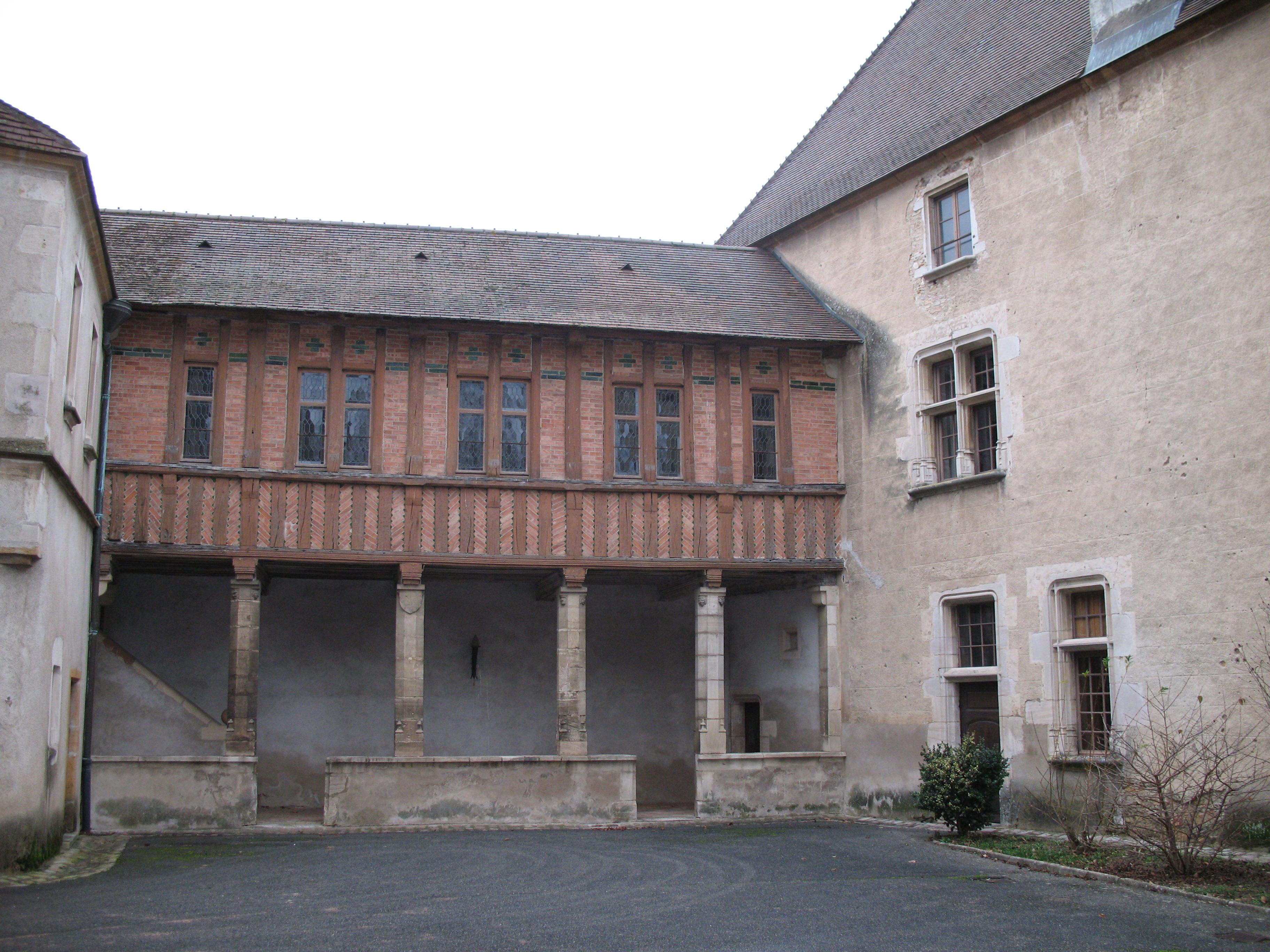
Cour intérieure, côté ouest.
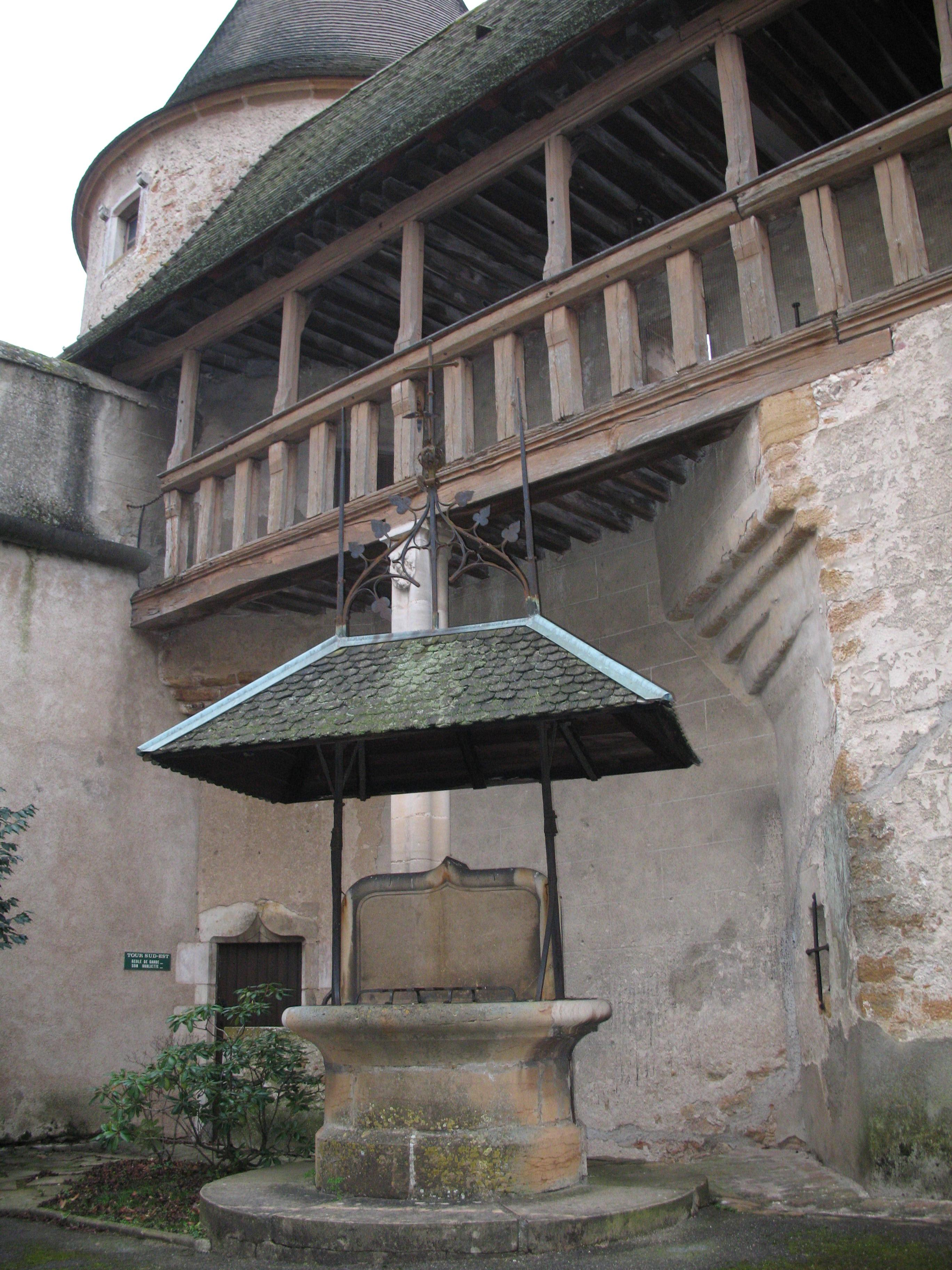
Puits.
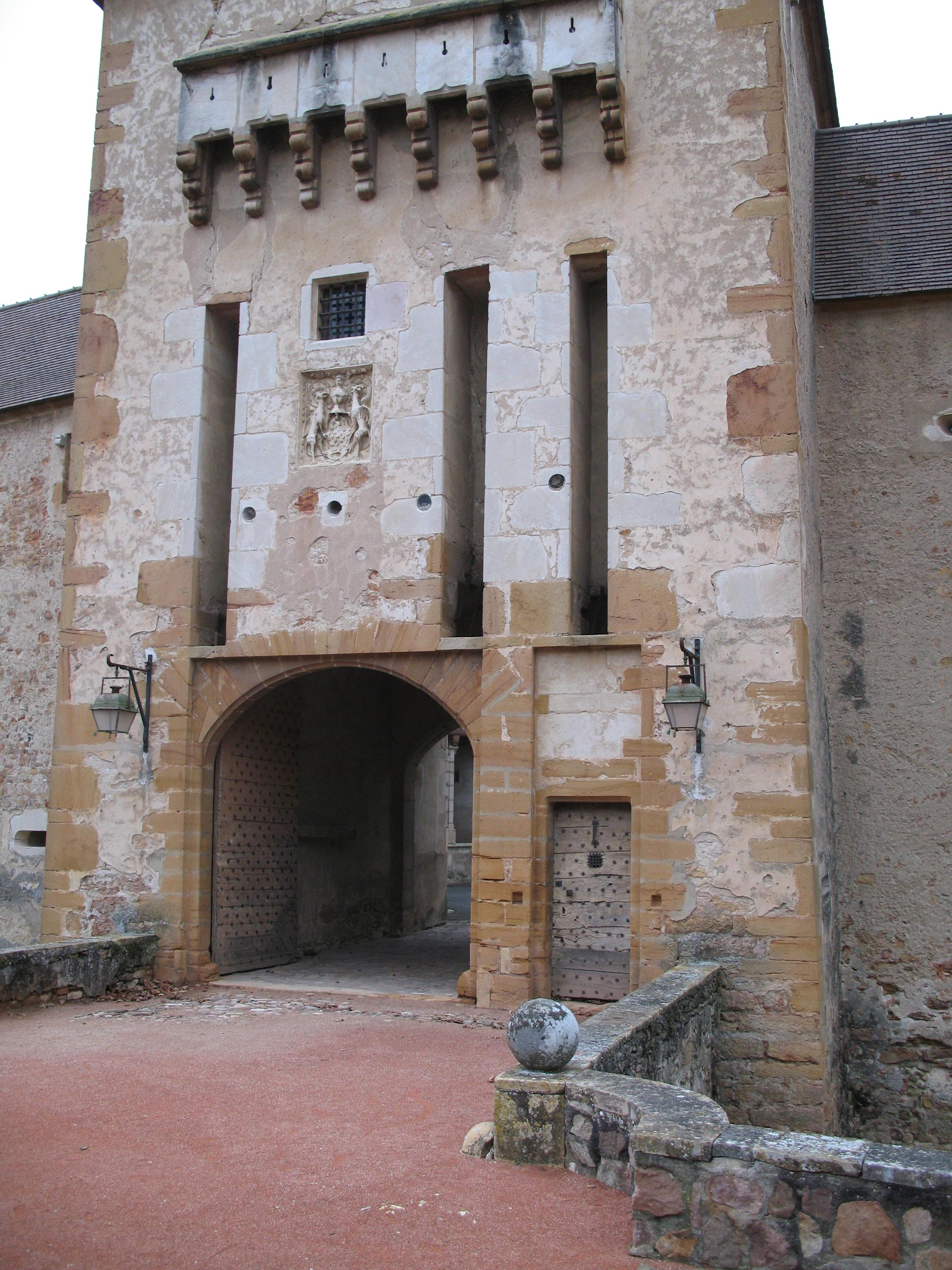
Ancien pont-levis.
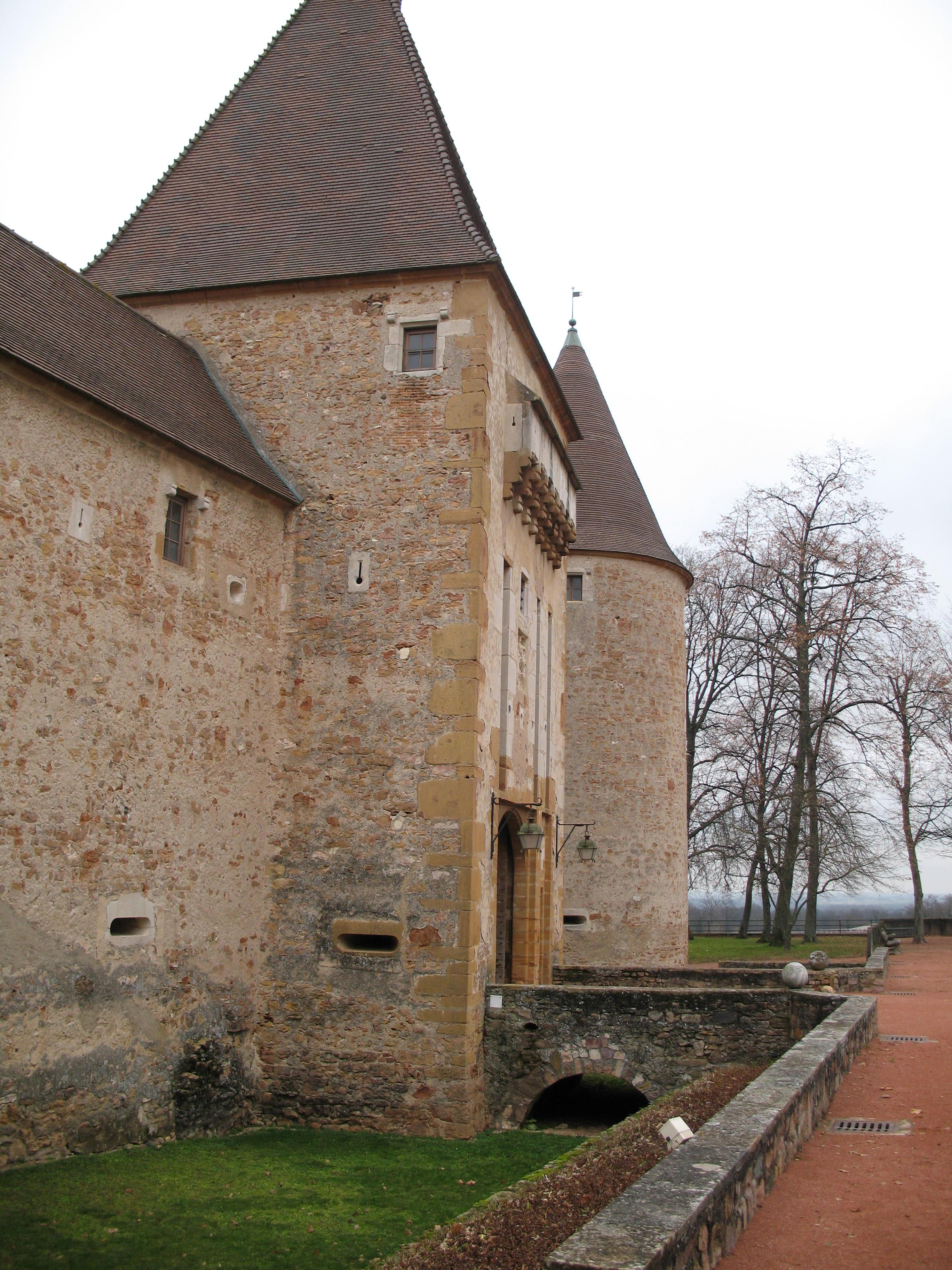
Anciennes douves.